# Međa
Međa [mɛ̌d̠͡ʑa] (serbisch-kyrillisch Међа, ungarisch Párdány, deutsch Pardan, rumänisch Meda) ist ein Dorf im in der Opština Žitište, Serbien  mit 831 Einwohnern. Der Ort liegt zirka einen Kilometer westlich der Grenze zu Rumänien.

## Geschichte

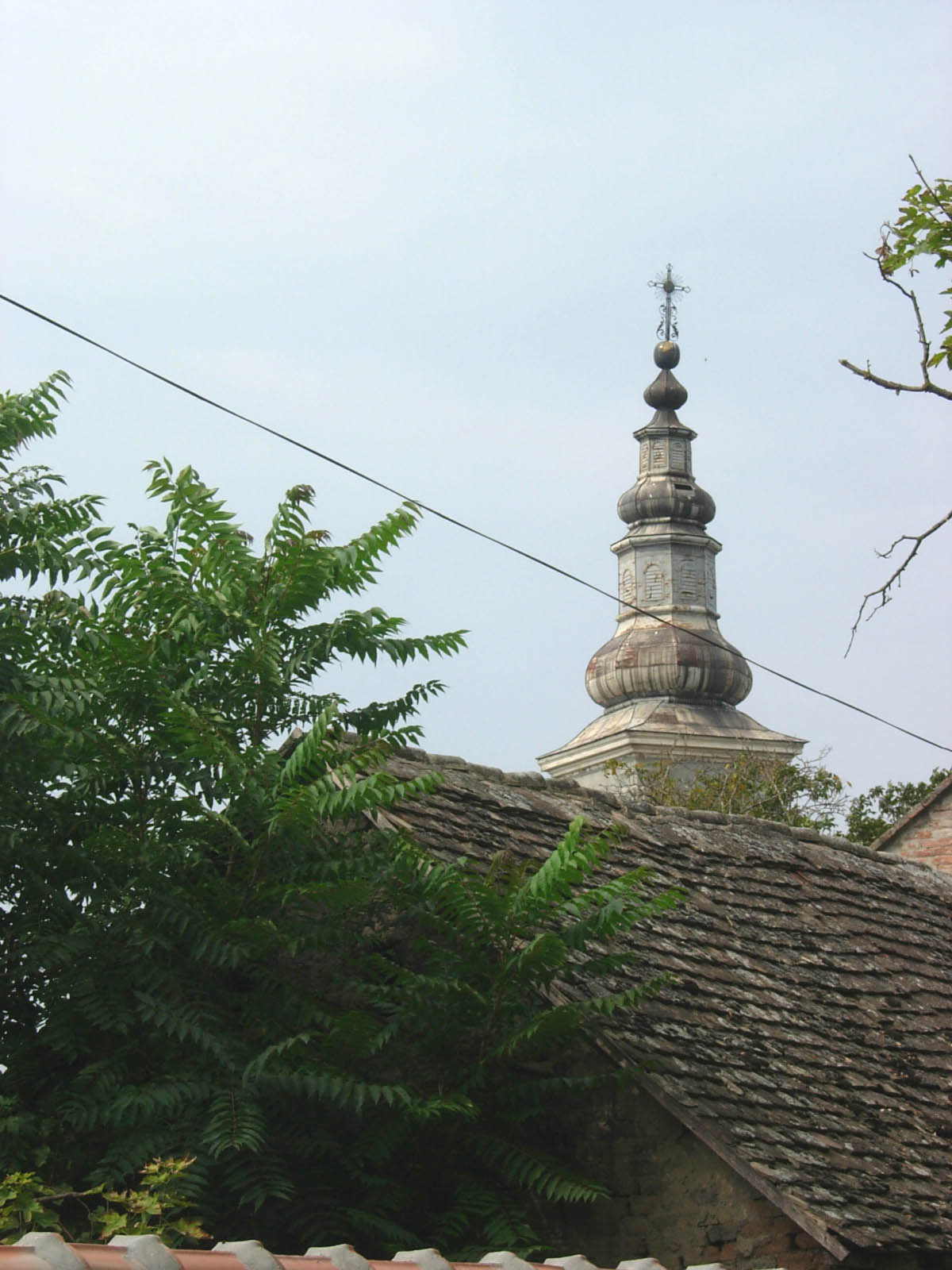
Kirchturm der Serbisch-orthodoxen Kirche Hl. Erzengel Michael und Gabriel zu Međa

Međa gilt als einer der ältesten Orte im Banat. Die erste Erwähnung als Kloster im Königreich Ungarn stammt aus dem Jahr 1247 unter dem Namen Párdány oder Pardanj. Während der osmanischen Herrschaft wird der Ort hauptsächlich von Serben bewohnt, denen in der zweiten Hälfte des 18. Jahrhunderts Deutsche und Magyaren folgten. Der Ort war bis 1907 in einen serbischen und einen deutsch-ungarischen Teil getrennt.
Durch den Friedensvertrag von Versailles wurde Pardanj nach dem Ersten Weltkrieg Rumänien zugesprochen und 1924 in das Königreich der Serben, Kroaten und Slowenen eingegliedert. Der Name der Stadt wurde in diesem Zuge, zu Ehren der erfolgreichen diplomatischen Grenzverschiebung durch den damaligen Außenminister Momčilo Ninčić, in Ninčićevo (serbisch-kyrillisch Нинчићево) geändert.
Nach dem Zweiten Weltkrieg wurden die deutschen Einwohner aus dem Dorf vertrieben. Ihnen folgten Siedler aus Bosnien und Herzegowina, die den Ort aufgrund seiner geografischen Lage an der Grenze zu Rumänien in Međa (deutsch Grenze) umbenannten.

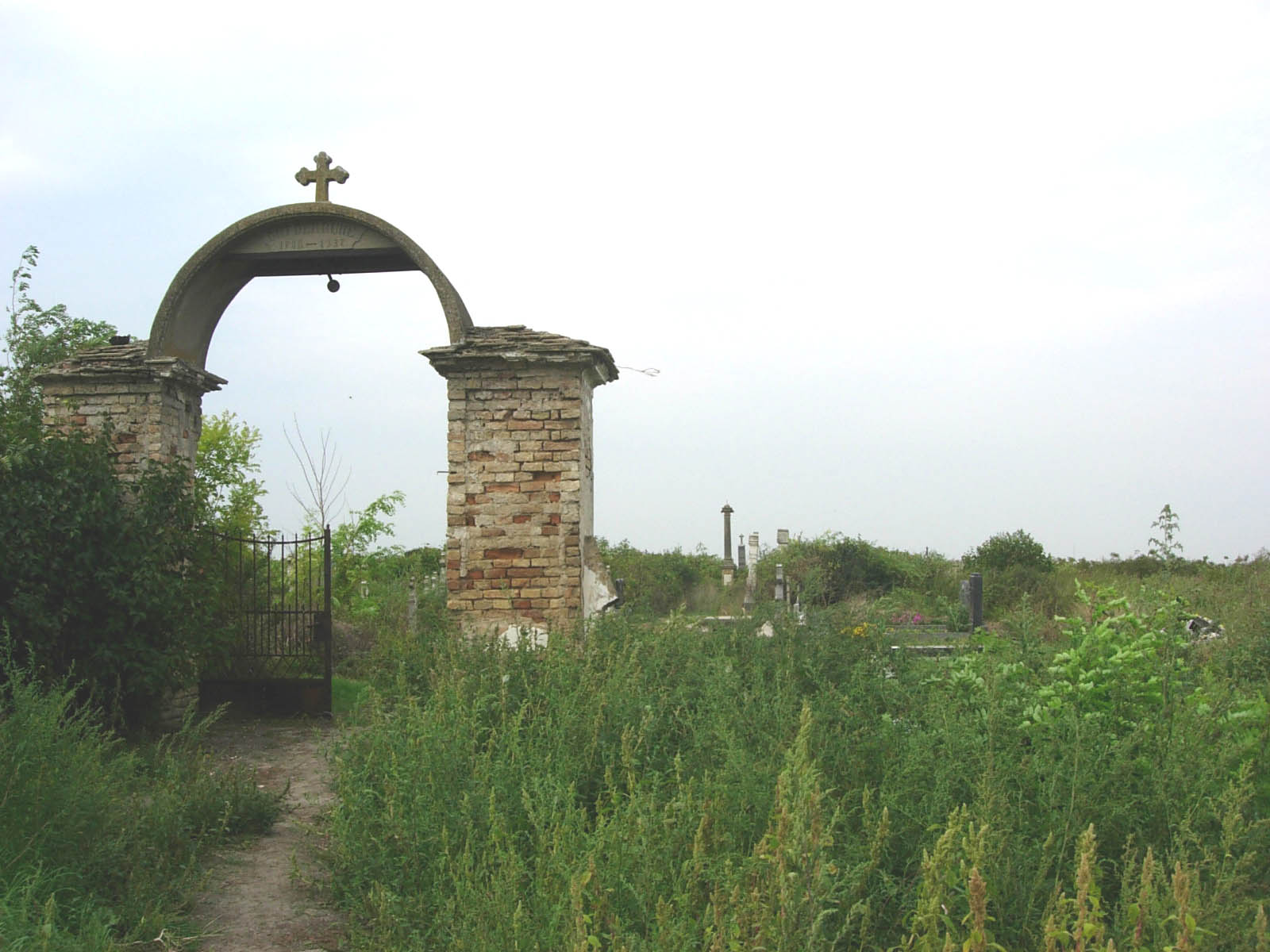
Der Römisch-katholische Friedhof

## Religion
Die Bevölkerung des Dorfes gehört größtenteils der Serbisch-orthodoxen Kirche an.  Im Dorf steht die von 1760 bis 1770 erbaute Serbisch-orthodoxe Pfarrkirche Hl. Erzengel Michael und Gabriel.
In  Međa  steht auch die Römisch-katholische Kirche Hl. Johannes Nepomuk und es gibt einen römisch-katholischen Friedhof.

## Söhne und Töchter der Stadt

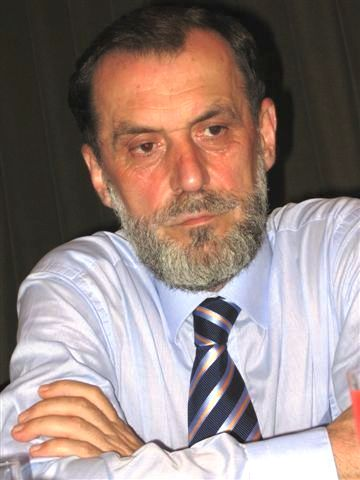
Vuk Drašković, der bekannteste Sohn des Dorfs

- Graf János Buttler de Párdány, ungarischer Aristokrat, dessen Leben im Kálmán Mikszáth Roman „Seltsame Ehe“ Pate stand.
- Vuk Drašković (* 1946), Schriftsteller und Außenminister von Serbien